# Pellinge hembygdsförening
Pellinge hembygdsförening är en hembygdsförening i Pellinge i Borgå kommun i Finland.
Pellinge hembygdsförening grundades i januari 1937. Föreningen driver ett friluftsmuseet Hörberggårdens museum på Ölandet, nära det 1959 invigda Sankt Olofs kapell. Föreningen har gett ut Pellingeboken - en samling uppsatser och berättelser om Pellinge mellan 1977 och 2007.
Tove Jansson donerade 1985 sin fritidsstuga på Klovharun till Pellinge hembygdsförening. Föreningen har sedan dess förvaltat den.